# Xue Enhui
Dans ce nom chinois, le nom de famille, Xue, précède le nom personnel Enhui.
Xue Enhui (née le 6 septembre 1982 à Harbin) est une athlète handisport chinoise  déficiente visuelle championne du monde au lancer du disque aux championnats du monde d'athlétisme handisport 2024 de Kobe en catégorie F11.
Aux Jeux paralympiques d'été de 2024 de Paris, elle est médaillée de bronze au lancer du disque tandis que sa compatriote Zhang Liangmin remporte l'épreuve et l'italienne Assunta Legnante,.